# Silom

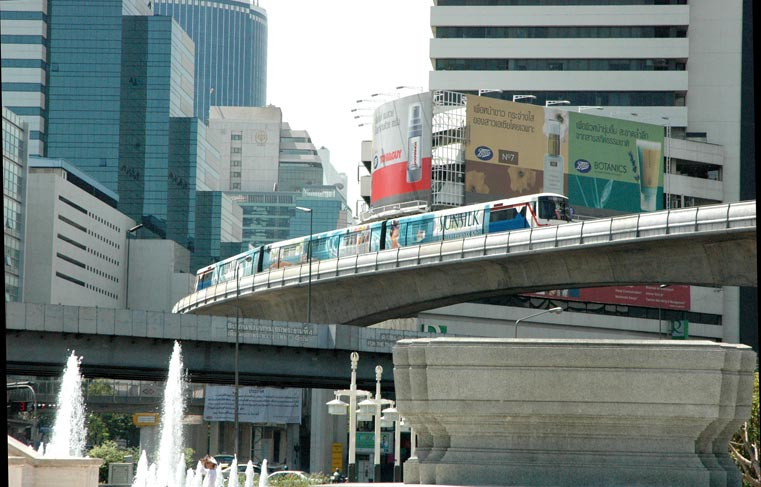
BTS Skytrain aankomend bij station Sala Daeng met wolkenkrabbers langs de Silom op de achtergrond

Thanon Silom (Thai: สีลม) is een straat in Bangkok, die een verbindingsroute vormt tussen Thanon Rama IV (Rama IV Road) en Thanon Charoen Krung (New Road) waar Chinatown begint. Het was in de jaren-1860 een van de eerste verharde straten van Bangkok. De naam betekent "windmolen", zoiets als "Molenweg" dus.
Het gebied waarin Silom ligt, ontwikkelde zich na 1880 snel en wordt ook wel het CBD (Central Business District) genoemd. Sinds 1925 loopt er een tramlijn door de straat. Aan Silom liggen veel grote hotels en er zijn veel kantoorpanden, appartementsgebouwen banken en winkelcentra.
Ook de Skytrain loopt voor een gedeelte over Silom en de metro heeft een station aan de kruising van Silom met Thanon Rama IV.
Ook ligt de rosse buurt Patpong in een aantal zij-soi's tussen Silom en Surawong.